# Daiju Sasaki
Daiju Sasaki (佐々木 大樹?, Sasaki Daiju; Hamada, 17 settembre 1999) è un calciatore giapponese, centrocampista del Vissel Kōbe.

## Carriera
Cresciuto nel settore giovanile del Vissel Kōbe, ha esordito in prima squadra l'11 aprile 2018 disputando l'incontro di J1 League perso 2-3 contro l'Urawa Reds. Il 25 novembre 2023, grazie alla vittoria casalinga per 2-1 del Vissel Kōbe contro il Nagoya Grampus, si aggiudica con una giornata di anticipo il primo campionato della sua carriera, così come il primo della storia per il club amaranto.

## Statistiche

### Presenze e reti nei club
Statistiche aggiornate all'8 dicembre 2024.
| Stagione           | Squadra            | Campionato         | Campionato | Campionato | Coppe nazionali | Coppe nazionali | Coppe nazionali | Coppe continentali | Coppe continentali | Coppe continentali | Altre coppe | Altre coppe | Altre coppe | Totale | Totale |
| Stagione           | Squadra            | Comp               | Pres       | Reti       | Comp            | Pres            | Reti            | Comp               | Pres               | Reti               | Comp        | Pres        | Reti        | Pres   | Reti   |
| ------------------ | ------------------ | ------------------ | ---------- | ---------- | --------------- | --------------- | --------------- | ------------------ | ------------------ | ------------------ | ----------- | ----------- | ----------- | ------ | ------ |
| gen.-ago. 2018     | Vissel Kōbe        | J1                 | 6          | 1          | CG+CdL          | 0+4             | 0+1             | -                  | -                  | -                  | -           | -           | -           | 10     | 2      |
| set.-dic. 2018     | Palmeiras          | A                  | 0          | 0          | CB              | 0               | 0               | CL                 | 0                  | 0                  | -           | -           | -           | 0      | 0      |
| gen.-lug. 2019     | Palmeiras          | A1/SP+A            | 0          | 0          | CB              | 0               | 0               | CL                 | 0                  | 0                  | -           | -           | -           | 0      | 0      |
| Totale Palmeiras   | Totale Palmeiras   | Totale Palmeiras   | 0          | 0          |                 | 0               | 0               |                    | 0                  | 0                  |             | -           | -           | 0      | 0      |
| ago.-dic. 2019     | Vissel Kōbe        | J1                 | 0          | 0          | CG              | 0               | 0               | -                  | -                  | -                  | -           | -           | -           | 0      | 0      |
| 2020               | Vissel Kōbe        | J1                 | 12         | 0          | CdL             | 0               | 0               | ACL                | 3                  | 0                  | SG          | 0           | 0           | 15     | 0      |
| 2021               | Vissel Kōbe        | J1                 | 30         | 1          | CG+CdL          | 1+7             | 0               | -                  | -                  | -                  | -           | -           | -           | 38     | 1      |
| 2022               | Vissel Kōbe        | J1                 | 19         | 0          | CG+CdL          | 4+2             | 2+0             | ACL                | 1                  | 1                  | -           | -           | -           | 26     | 3      |
| 2023               | Vissel Kōbe        | J1                 | 33         | 7          | CG+CdL          | 4+4             | 1+0             | -                  | -                  | -                  | -           | -           | -           | 41     | 8      |
| 2024               | Vissel Kōbe        | J1                 | 35         | 5          | CG+CdL          | 6+1             | 4+1             | ACL                | 6                  | 3                  | SG          | 1           | 0           | 49     | 13     |
| Totale Vissel Kōbe | Totale Vissel Kōbe | Totale Vissel Kōbe | 135        | 14         |                 | 33              | 9               |                    | 10                 | 4                  |             | 1           | 0           | 179    | 27     |
| Totale carriera    | Totale carriera    | Totale carriera    | 135        | 14         |                 | 33              | 9               |                    | 10                 | 4                  |             | 1           | 0           | 179    | 27     |

## Palmarès

### Club

#### Competizioni nazionali
- Coppa dell'Imperatore: 2

Vissel Kōbe: 2019, 2024
- Supercoppa del Giappone: 1

Vissel Kōbe: 2020
- Campionato giapponese: 2

Vissel Kōbe: 2023, 2024

### Individuale
- Capocannoniere della Coppa dell'Imperatore: 1

2024 (4 reti)